# Candigliano
Il Candigliano è un fiume lungo 58,8 chilometri, che nasce in Umbria e termina nelle Marche, dove sfocia nel Metauro. 

## Percorso
Nasce a 978 metri s.l.m dal Monte Valmeronte situato nel comune di Città di Castello in provincia di Perugia e, dopo 58,8 km, affluisce nel fiume Metauro presso la frazione Calmazzo di Fossombrone. Nel primo tratto del suo percorso segna il confine tra le regioni Umbria e Marche; e, prima di giungere a Piobbico, dove riceve il torrente Biscubio, alle pendici della Foresta Demaniale Regionale del Monte Vicino forma una piccola e raccolta valle all'interno d'un territorio impervio e boscoso, costeggiando numerosi resti e rovine poderali, oggi abbandonati e raggiungibili esclusivamente tramite sentieri pedestri. Dopo il Piobbico, incide la Gola di Gorgo a Cerbara e riceve il Fosso dell'Eremo (entrambi proposti come riserva naturale dal Piano Paesistico Ambientale Regionale delle Marche - 1990) per il particolare interesse geologico, naturale e paesaggistico. Ad Acqualagna riceve le acque del torrente Burano e infine, al passo Gola del Furlo, forma il lago artificiale del Furlo, molto stretto, ma alquanto lungo e suggestivo, tra pareti rocciose a picco sulle acque e sull'adiacente antica Flaminia.